# Mudan-Zwischenfall (1871)

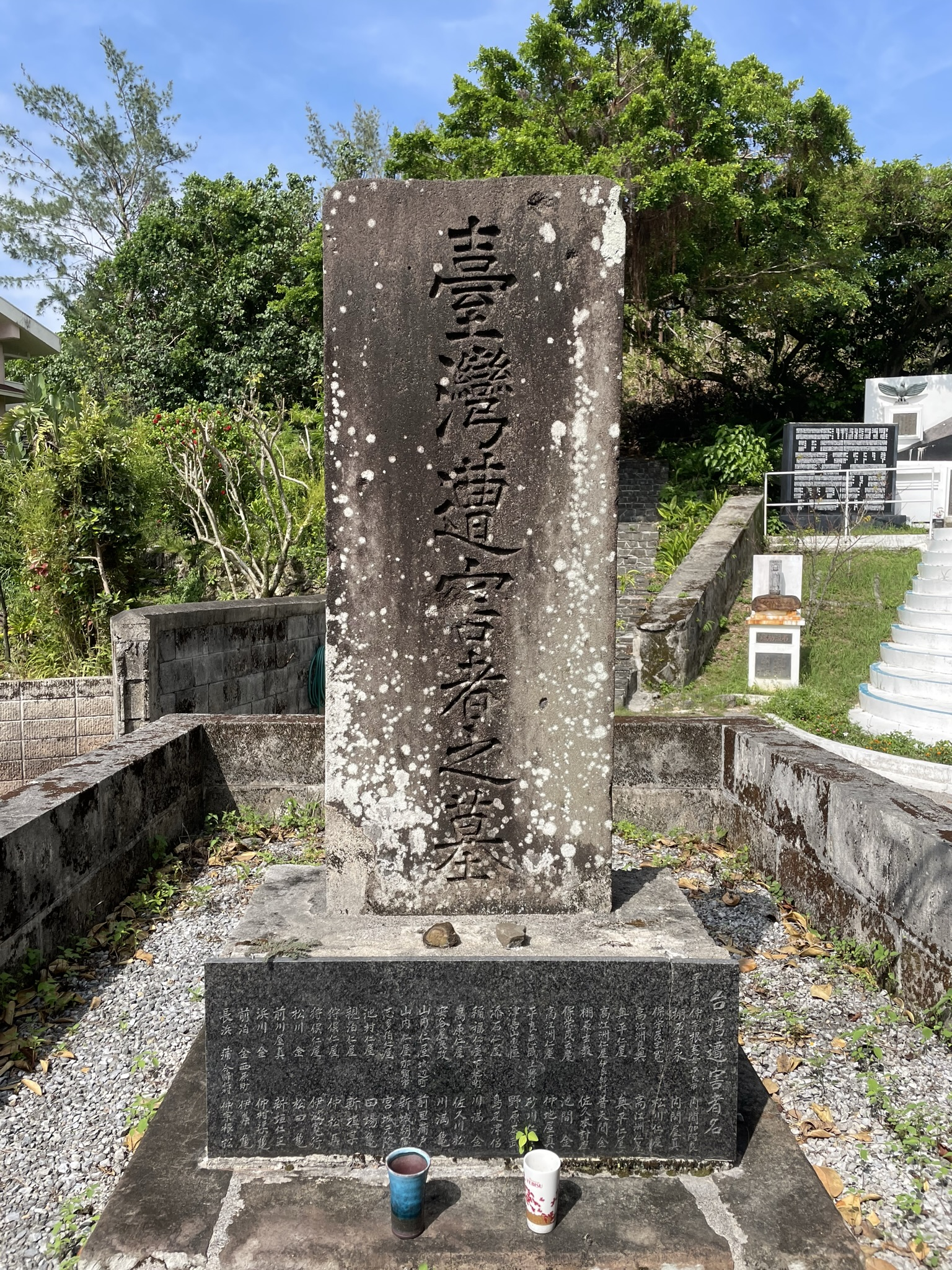
Grabmal der Opfer in Naha

Der Mudan-Zwischenfall (chinesisch 八瑤灣事件 Bāyáowān shìjiàn, japanisch 宮古島島民遭難事件 Miyako-jima tōmin sōnan jiken) war ein vom Ureinwohnervolk der Paiwan im Südosten Taiwans verübtes Massaker an 54 Schiffbrüchigen von den Ryūkyū-Inseln im Dezember 1871. Er war der Anlass für die japanische Strafexpedition nach Taiwan 1874.

## Ausgangslage
Im 19. Jahrhundert waren die Ryūkyū-Inseln ein formell unabhängiges Königreich, das jedoch seit Jahrhunderten in einem Vasallenverhältnis zum japanischen Fürstentum Satsuma stand und gleichzeitig dem Chinesischen Kaiserreich tributpflichtig war. Am 30. November 1871 verließen vier Schiffe den Hafen von Shuri (in Naha, der Hauptstadt des Königreichs) auf dem Weg zur Insel Miyako und den Yaeyama-Inseln im äußersten Süden von Ryūkyū. Sie hatten den Jahrestribut dieser Inseln nach Naha gebracht und waren nun auf der Heimreise. Am 17. Dezember gerieten sie in einen Taifun. Eines der Schiffe erlitt vor der Südostküste Taiwans Schiffbruch, 66 der Seeleute und Passagiere konnten sich in der Bucht Bayaowan (heutiges Manzhou (Pingtung)) unweit der Südspitze Taiwans an Land retten.

## Das Massaker
Die Ryūkyūer trafen auf zwei Han-Taiwaner, die die Schiffbrüchigen vor gefährlichen Ureinwohner warnten und sie überredeten, mit ihnen südwärts zu ziehen. Bald jedoch erregte auffälliges Verhalten der zwei Taiwaner bei den Ryūkyūern den Verdacht, dass sie böse Absichten hegten, sodass sie sich von ihnen trennten und nun nach Westen wanderten. Sie kamen in das Paiwan-Dorf Kuskus (chinesisch: Gaoshi, im heutigen Mudan (Pingtung)), wo ihnen Essen, Wasser und Unterkunft gewährt wurden.
Am nächsten Morgen gingen die Paiwan auf die Jagd. Die Ryūkyūer, die sich vor den bewaffneten Männern und Anzeichen für Kopfjagd fürchteten, verließen den Ort, ohne sich zu verabschieden. Die Paiwan verfolgten die Schiffbrüchigen und töteten 54 von ihnen, die meisten wurden enthauptet. Drei Ryūkyūer wurden gefangen genommen, neun gelang es, sich mithilfe von Han-Taiwanern zu verstecken. Ein Einheimischer namens Yang Youwang konnte die drei Gefangenen kurz darauf freikaufen. Alle zwölf Überlebenden wurden in die Hauptstadt Taiwans Tainan und später aufs chinesische Festland gebracht (Taiwan gehörte zur Provinz Fujian des Chinesischen Kaiserreichs), von wo aus sie im Juni 1872 nach Naha heimkehrten.
Es nicht geklärt, was die Paiwan zu ihrer Aggression gegen die Ryūkyūer bewog. Vermutungen zufolge könnten sie in den Fremden Eindringlinge gesehen haben oder durch ihren abrupten Aufbruch brüskiert gewesen sein. Auch dürfte die sprachliche Verständigung nur schwer möglich gewesen sein, was zu Missverständnissen geführt haben könnte.

## Bestattung der Opfer

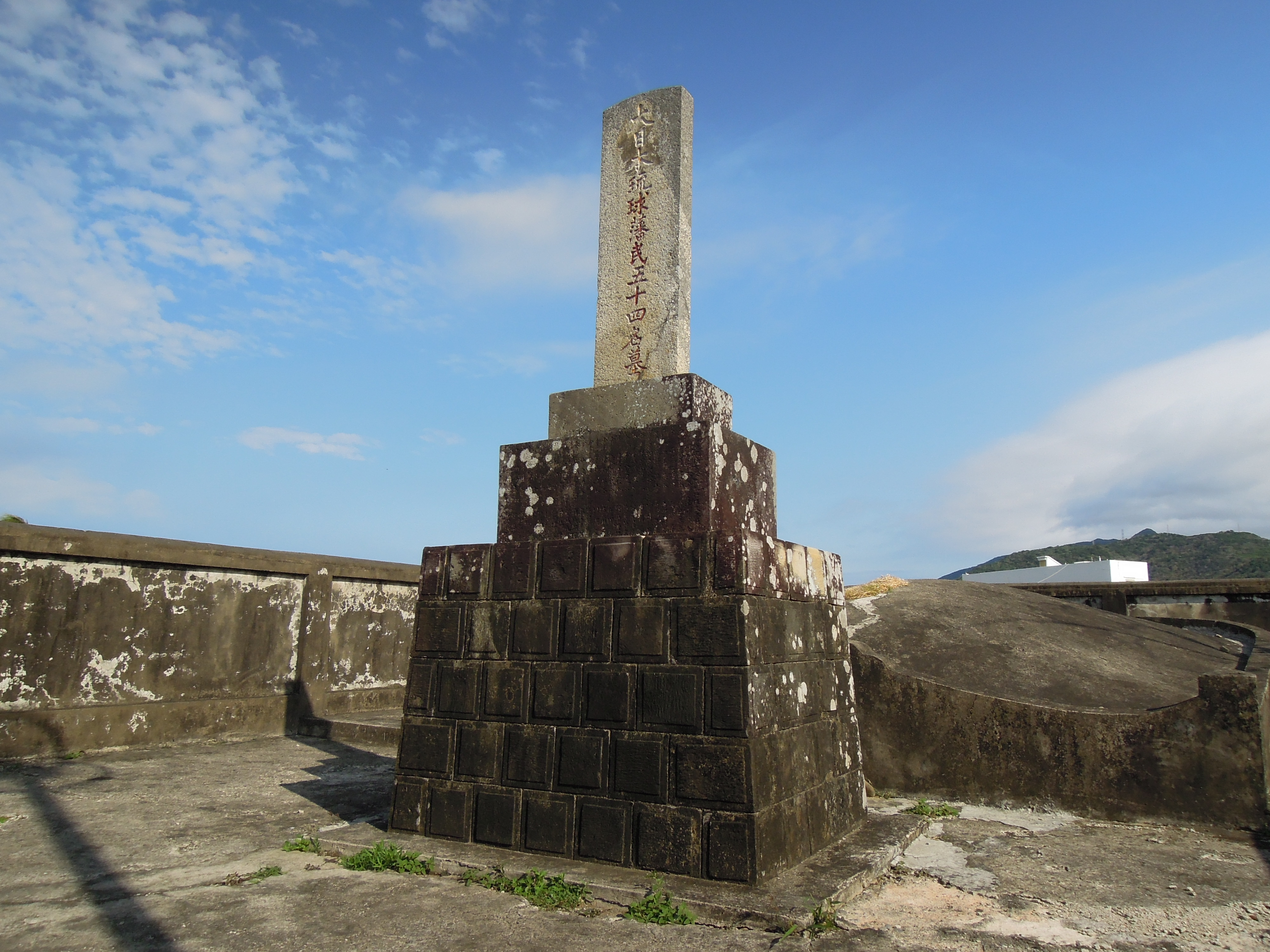
Grabmal der Opfer in Checheng (Pingtung)

Die Opfer des Massakers wurden von Yang Youwang und anderen Han-Bewohnern der Gegend auf dem Gebiet des heutigen Checheng (Pingtung) bestattet. Den meisten Leichen fehlten die von den Paiwan erbeuteten Köpfe. Auf ihrer Strafexpedition 1874 errichteten die Japaner auf dem Grab einen Gedenkstein, es war der erste japanische Gedenkstein in Taiwan. Die meisten der fehlenden Schädel wurden von den Japanern bei ihrer Strafexpedition 1874 sichergestellt, nach Naha überführt und dort im Februar 1875 bestattet. Köpfe und restliche Gebeine der meisten Opfer des Zwischenfalls ruhen daher an verschiedenen Orten.

## Folgen
Im September 1872 wurde Ryūkyū von der Meiji-Regierung des Japanischen Kaiserreichs in ein Lehen (Han) umgewandelt. Nach dieser faktischen Aufhebung der Ryūkyūer Souveränität machte sich Japan den Mudan-Zwischenfall zu eigen und verlangte von China die Bestrafung der Mörder von 1871. Der chinesische Hof wies die Forderung mit der Begründung zurück, dass der Ort der Tat in einer unzivilisierten Gegend liege, die nicht unter der Kontrolle der Behörden stehe. Japan solle selbst entscheiden, ob und wie es strafen wolle. Darauf entschloss sich Japan im Jahr 1874 zu einer Strafexpedition im Namen der Vergeltung für die getöteten Ryūkyūer. Abweichend von anderen Sprachen wird diese Militäroperation im Chinesischen als Mudan-Zwischenfall bezeichnet, während der Zwischenfall von 1871 als Bayaowan-Zwischenfall bekannt ist.
Im Zuge des Mudan-Zwischenfalls machte Japan seinen Anspruch auf Ryūkyū deutlich, dessen formelle Annexion 1879 vollzogen wurde. Zudem war das Ereignis der Auslöser für die Strafexpedition von 1874, das erste Auftreten des Kaiserreichs als regionale Großmacht, und die Ausdehnung des japanischen Einflusses nach Süden samt der späteren Inbesitznahme Taiwans.
Seit 2004 finden mit dem Ziel der Versöhnung Treffen zwischen Nachkommen der Ryūkyūer und Paiwan statt.